# Vicent Philipo
Vicent Philipo Mayombya (ur. 3 stycznia 1993 w Mwanzie) – tanzański piłkarz grający na pozycji obrońcy.

## Kariera klubowa
Do 2021 roku Philipo grał w klubie Mbao FC. W 2019 przeszedł do Lipuli FC, a w sezonie 2021/2022 grał w Namungo FC.

## Kariera reprezentacyjna
W 2019 roku Philipo został powołany do reprezentacji Tanzanii na Puchar Narodów Afryki 2019. Był w nim rezerwowym i nie rozegrał żadnego meczu.